# Mogami (fiume)
Il Mogami (最上川, Mogami-gawa) è un fiume che attraversa la prefettura di Yamagata, in Giappone. È uno dei tre fiumi con la corrente più rapida del Giappone.

## Geografia
Il fiume nasce dal monte Nishi-Agatsuma nella parte meridionale della prefettura di Yamagata, vicino al confine con la prefettura di Fukushima, scorre verso nord attraversando le città di Yonezawa, Yamagata e Shinjō per poi sfociare nel Mare del Giappone nel porto della città di Sakata.
Il fiume attraversa una serie di bacini idrografici separati da strette vallate le quali fungendo da ostacoli naturali sono spesso soggette ad esondazioni. Queste alluvioni sono registrate nei documenti ufficiali sin dal XVII secolo e nel corso degli anni hanno provocato notevoli danni e in alcuni casi anche delle vittime. Sin dai tempi più antichi le popolazioni locali hanno tentato di porre rimedio a questo problema costruendo sbarramenti sugli affluenti minori del fiume per cercare di regolarne la portata, tuttavia un intervento massiccio fu effettuato solamente dopo la seconda guerra mondiale con la costruzione di diverse moderne strutture lungo il tratto principale. Lungo il corso del fiume sono presenti alcune dighe utilizzate sia per scopi agricoli che industriali, la maggiore è la diga idroelettrica Kamigo, costruita nel 1962 nei pressi della città di Asahi, che forma un bacino con un volume d'acqua pari a circa 1810 km².
Una delle peculiarità del Mogami è quella di ricevere all'inizio della primavera un massiccio afflusso di acqua dovuto allo scioglimento della neve che si accumula in abbondanza nella zona durante l'inverno, le montagne della prefettura di Yamagata sono teatro di ingenti nevicate invernali (fino a 5-6 metri) a causa delle correnti fredde siberiane. 
I principali affluenti sono: il fiume Sagae (presso l'omonima città), il Sake (presso Shinjō) e il Su (presso Yamagata). Fino al 1935 anche il fiume Aka confluiva nel Mogami poco prima della sua foce ma venne separato artificialmente per evitare l'accumulo dei detriti portati delle correnti nel porto di Sakata.
Il fiume attraversa una vasta zona agricola specializzata nella produzione risicola e rappresenta un'importante arteria commerciale in uso già a partire dal periodo Edo. Nonostante la velocità della corrente il corso fluviale viene utilizzato per il trasporto via nave dei prodotti agricoli tipici della zona (riso, cartamo) destinati all'esportazione.

## Storia
Le ricerche archeologiche hanno evidenziato che i primi stanziamenti umani lungo le rive del fiume risalgono al periodo Jōmon.
Di notevole importanza fu la figura del daimyō Yoshiaki Mogami che impose il suo dominio sulle zone attraversate dal fiume durante il periodo Azuchi-Momoyama e finanziò diversi interventi sull'alveo e gli argini del fiume.

## Riferimenti nella cultura
Il fiume è citato all'interno del Kokinwakashū. 
Il poeta haiku Matsuo Bashō creò diversi componimenti riguardanti il fiume durante il viaggio intrapreso nel 1689 lungo il suo corso, il più celebre recita:
(Matsuo Bashō)
Mogami-gawa è il titolo dell'inno della prefettura di Yamagata: la canzone è stata composta da Akataro Shimazaki basandosi sulle parole di una composizione poetica scritta nel 1918 dal principe ereditario e futuro imperatore Hirohito durante una visita nella prefettura.
In onore del fiume, la marina imperiale giapponese chiamò due incrociatori Mogami, il primo distrutto nel 1928, il secondo affondato nel 1944. La Forza marittima di autodifesa giapponese ha chiamato con lo stesso nome un cacciatorpediniere (1961-1991) e una fregata (2021).